# Pepijn Kluin
Pepijn Kluin (Andijk, 23 april 1990) is een Nederlands voormalig voetballer. Kluin kwam op professioneel niveau uit voor FC Groningen, FC Zwolle en SC Veendam.
Kluin debuteerde voor FC Groningen in de eredivisie op 4 februari 2009 in de thuiswedstrijd tegen N.E.C.. Een paar maanden eerder had hij al meegespeeld in een bekerwedstrijd in Velsen tegen Telstar. Vanaf de zomer van 2011 kwam hij uit voor SC Veendam waar hij een contract voor twee jaar tekende. Na 24 competitiewedstrijden in het shirt SC Veendam werd het contract van Kluin op zijn verzoek ontbonden, zodat hij zich volledig op zijn studie kon gaan richten.
Tussen 2013 en 2017 speelde Kluin vier jaar voor AFC. In 2017 besloot Kluin na verschillende blessures definitief te stoppen met voetballen.

## Carrière
| Seizoen | Club         | Land      | Competitie     | Wed. | Goals |
| ------- | ------------ | --------- | -------------- | ---- | ----- |
| 2008/09 | FC Groningen | Nederland | Eredivisie     | 5    | 0     |
| 2009/10 | FC Groningen | Nederland | Eredivisie     | 0    | 0     |
| 2010/11 | FC Zwolle    | Nederland | Eerste divisie | 10   | 1     |
| 2011/12 | SC Veendam   | Nederland | Eerste divisie | 24   | 3     |
| Totaal  | Totaal       | Totaal    | Totaal         | 39   | 4     |